# Никита Курбанов
Никита Курбанов (рус. Никита Александрович Курбанов; Москва, 5. октобар 1986) руски је кошаркаш. Игра на позицијама крила и крилног центра, а тренутно наступа за московски ЦСКА. 

## Биографија
Играо је у млађим категоријама ЦСКА Москве, а за њихов сениорски тим дебитовао је у сезони 2004/05. и тамо се задржао све до фебруара 2008, с тим што је почетак сезоне 2005/06. провео на позајмици у Локомотиви Ростов. У овом свом првом боравку у најтрофејнијем руском клубу освојио је по 3 национална првенства и купа, као и престижну Евролигу 2005/06. чиме је у тој сезони тим заокружио триплу круну. У фебруару 2008. прешао је у УНИКС из Казања, а за сезону 2008/09. потписао је за Спартак Санкт Петербург.
2009. отпочео је други, овога пута трогодишњи, боравак у редовима ЦСКА. У том периоду ЦСКА је дошао до још три трофеја у руском првенству, једног у руском купу, али и два у регионалној ВТБ лиги. Сезоне 2012/13. вратио се у Спартак. И наредну сезону је провео у још једном свом бившем клубу - у питању је овога пута био УНИКС, а са њим је тада дошао до још једног трофеја у Купу Русије.
Сезону 2014/15. је одиграо у Локомотиви Кубањ, а од јуна 2015. поново је члан московског ЦСКА.
Играо је за сениорску репрезентацију Русије на Европском првенству 2009. године. Са младом репрезентацијом освојио је златну медаљу на Европском првенству 2005. године, а тада је понео и титулу МВП-а такмичења.

## Успеси

### Клупски
- ЦСКА Москва:
  - Евролига (3): 2005/06, 2015/16, 2018/19.
  - ВТБ јунајтед лига (8): 2009/10, 2011/12, 2015/16, 2016/17, 2017/18, 2018/19, 2020/21, 2023/24.
  - Првенство Русије (6): 2004/05, 2005/06, 2006/07, 2009/10, 2010/11, 2011/12.
  - Куп Русије (4): 2005, 2006, 2007, 2010.
  - Суперкуп ВТБ јунајтед лиге (1): 2021.

- УНИКС Казањ:
  - Куп Русије (1): 2014.

### Репрезентативни
- Европско првенство до 20 година:  2005.

### Појединачни
- Најкориснији играч плеј-офа ВТБ јунајтед лиге (1): 2018/19.
- Најкориснији играч Европског првенства до 20 година (1): 2005.